# Tripyloides imitans
Tripyloides imitans är en rundmaskart som beskrevs av Christian Wieser 1959. Tripyloides imitans ingår i släktet Tripyloides och familjen Tripyloididae. Inga underarter finns listade i Catalogue of Life.